# Görsbach
Görsbach là một đô thị ở huyện Nordhausen, trong bang Thüringen, Đức. Đô thị Görsbach có diện tích 9,05 km².